# Islay LIMPET
Islay LIMPET (Land Installed Marine Power Energy Transmitter) var ett vågkraftverk på ön Islay utanför Skottland.

## Historik
Kraftverket byggdes år 2000, och fick med sina 500 kW namnet Limpet 500. Senare nedgraderades dock effekten till 250 kW.
Vågkraftverket utvecklades av Wavegen i samarbete med Queen's University i Belfast, och dess funktion bygger på en oscillerande vattenpelare. I kraftverkets inre finns en luftkammare med öppning under vattenytan. Vågorna får vattnet att stiga och sjunka i kammaren, vilket ger upphov till luftströmmar. En Wellsturbin utvinner energin från dessa luftströmmar. På grund av Wellsturbinens konstruktion så snurrar den alltid åt samma håll, oavsett av luftströmmens riktning.

### Avveckling

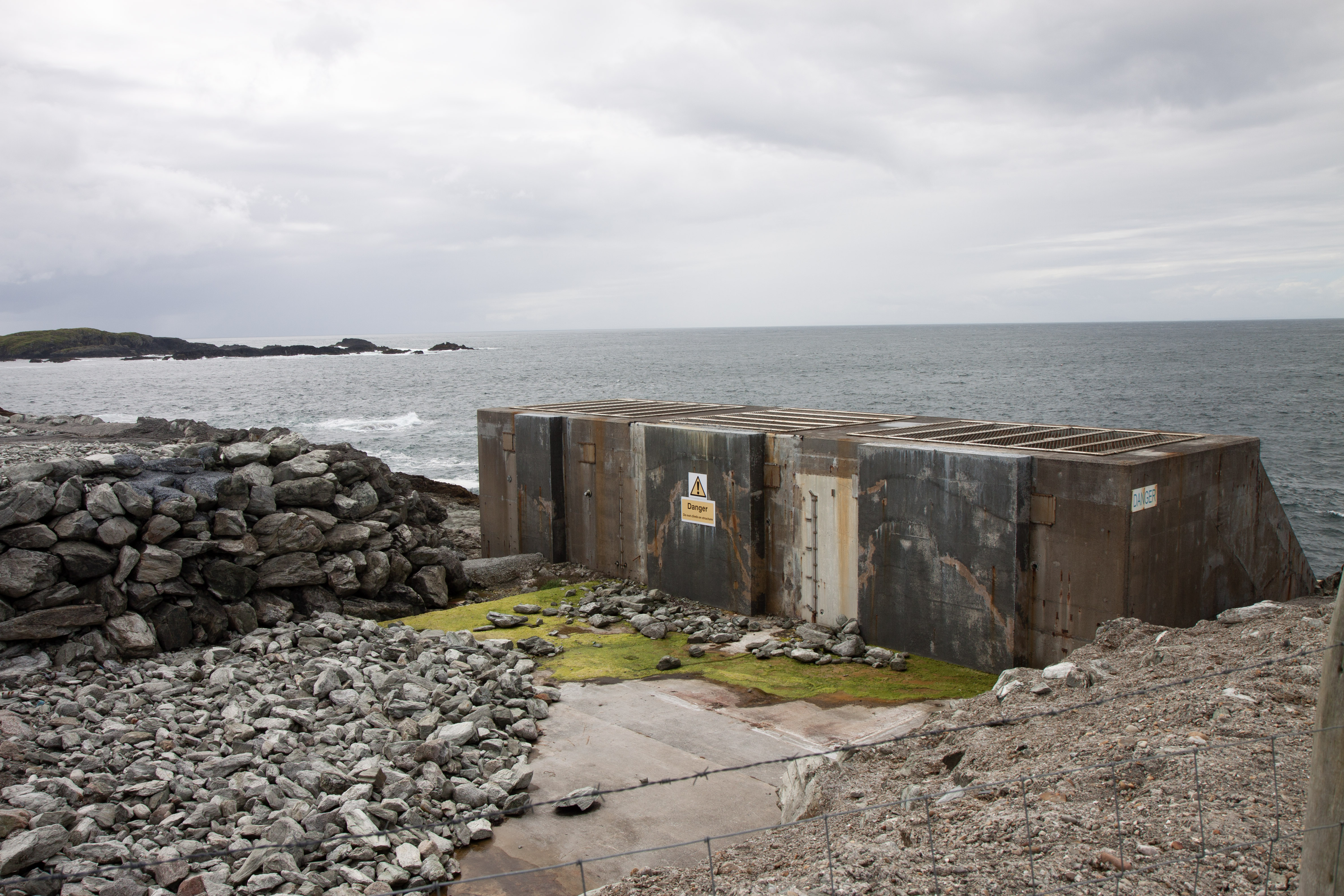
Islay LIMPET 2018-08-08 som visar den avvecklade installationen bortsett från den kvarlämnade betongkonstruktionen för vågkammaren

Kraftverket avvecklades 2011. Installationerna på området med generator, turbin och elektrisk anslutning är bortmonterade, medan betongkonstruktionen för själva vågkammaren finns kvar.